# Камарго (Кантабрија)
Камарго (Кантабрија) (шп. Camargo) град је у Шпанији у аутономној заједници Кантабрија. Према процени из 2017. у граду је живело 30 611 становника.

## Становништво
Према процени, у граду је 2017. живело 30 611 становника.
| 2017.  |
| ------ |
| 30.611 |